# Livermore, California
Livermore (trước đây là Livermores, Livermore Ranch, và Nottingham) là một thành phố thuộc quận Alameda trong tiểu bang California, Hoa Kỳ. Thành phố có tổng diện tích 25,176 dặm vuông Anh (65,21 km2), trong đó diện tích đất là 25,173 dặm vuông Anh (65,20 km2) còn lại là diện tích mặt nước. Theo điều tra dân số Hoa Kỳ năm 2010, thành phố có dân số 80.968 người, là thành phố lớn thứ 85 bang California năm 2010.
Livermore nằm ở rìa phía đông của khu vực vịnh San Francisco của California.
Theo truyền thống, Livermore được coi là thành phố cực đông trong vùng vịnh trước khi lối vào thung lũng trung bộ. Livermore đã được thành lập bởi William Mendenhall và đặt tên theo Robert Livermore, người bạn của mình và một chủ trại địa phương, người định cư trong khu vực trong những năm 1830. Livermore là nơi có Phòng thí nghiệm quốc gia Lawrence Livermore. Phía nam, nhà vườn nho địa phương, đã phát triển một số phân khu điều hành gần đồi Ruby. Thành phố cũng đã tái phát triển khu trung tâm thành phố của nó. Thành phố này được coi là một phần của khu vực Tri-Valley, bao gồm cả Amador, Livermore và thung lũng San Ramon.